# Jacob Paludan
Jacob Paludan, född den 7 februari 1896, död den 26 september 1975, var en dansk författare, son till Julius Paludan. 

## Biografi
Paludan växte upp i en ämbetsmannamiljö i Köpenhamn. Efter några år som apotekare debuterade han 1922 med utvandrarromanen De vestlige Veje, resultatet av en vistelse i Amerika 1920–1921 och gav inträngande skildringar av samhällsförhållanden under efterkrigsåren i Søgelys (1923), En Vinter lang (1924), Fugle kring Fyret (1925) och Markerne modnes (1928).
Den danska litteraturen som åren efter första världskriget höll på att upplösas i experiment konsoliderades av Paludan, och han har ansetts vara den främste danske författardebutanten under 1920-talet. Under 1930-talet utgav han romanen Jørgen Stein, som beskriver den unge huvudpersonen som en representant för krigsgenerationen 1914–1918 och är ett panorama över Danmarks historia under första världskriget, 1920-talet och 1930-talets ekonomiska kris som tar avstånd från en sönderfallande stadskultur och beskriver räddningen som det enkla familjelivet i förbindelse med naturen och jordbruksnäringen.
Ett urval av Paludans essäer finns i Landeveje og tankeveje (1963) och på 1970-talet påbörjade han en uppmärksammad självbiografi. Paludan var ledamot av Danska akademien.